# 平塚市立真土小学校
平塚市立真土小学校（ひらつかしりつしんどしょうがっこう）は、神奈川県平塚市西真土4丁目にある公立小学校。

## 沿革
- 1974年（昭和49年） - 校舎（普通・特別・管理教室棟）建設[1]。
- 1975年（昭和50年）4月 - 開校[1]。
- 1977年（昭和52年） - 体育館建設[1]。
- 2023年（令和5年）4月1日 - 夜間照明施設完成[2]。

## 通学区域と進学先中学校
出典

### 通学区域
- 西真土1丁目（全域）
- 西真土2丁目（全域）
- 西真土3丁目（全域）
- 西神土4丁目（全域）
- 東真土1丁目（全域）
- 東真土2丁目（5 - 20番）
- 東真土3丁目（全域）
- 東真土4丁目（全域）

### 進学先中学校
- 平塚市立大野中学校

## 学校周辺
- 平塚市立真土大塚山公園
  - 真土大塚山古墳
- 社会福祉法人真幸会真土すばる保育園 - 進学前保育園のひとつ
- このほか、校地北側は農地、南側は住宅地が広がる。

## アクセス
- 神奈川中央交通「平65」・「平97」の各系統で、「打間木下」バス停下車後、
  - 西側の門まで、徒歩約800m・約12分。
  - 東側の門（正門）まで、徒歩約940m・徒歩約14分。